# 向井寛三郎
向井 寛三郎（むかい かんざぶろう、1889年 - 1958年）は、大阪府出身の染織家、図案家。
京都高等工芸学校（現・京都工芸繊維大学）図案科教授。武田五一の門下生のうちの一人。

## 概略

### 来歴・人物
大阪府（現在の交野市）出身。京都高等工芸学校図案科卒業。1917年に母校京都高等工芸学校（現・京都工芸繊維大学）図案科へ招聘された。
1931年にドイツへ留学、ライマン工芸学校で室内装飾、平面図案、建築を学んだ。帰国後は図案に科学的定義づけを行った。
西洋建築史家の向井正也は子息に当たる。
- 武田五一、本野精吾、洋画家の都鳥英喜、浅井忠の門下生（助手）で、武田らの著書編纂にも携わる。[1]
- 1923年9月の大阪府産業工芸博覧会で審査委員。
- 1927年9月に丸紅商店の第1回染織逸品会図録の序を書く。[1]
- 旧そごう心斎橋本店の内装を手がける。
- 1939年に名古屋帝国大学開学の記念の絵はがきの原図を描く。
- 雪見障子の考案者。

## 主な作品
- 叢（雁帰る）：図案　1928年（昭和3年）／丸紅ミュージアム所蔵[1]
- 京都府立東舞鶴高等学校校章：図案　1948年（昭和23年） - 全校生徒から案を募集し、優秀作2点を基にして向井が考案[2]

## 主な出版物
- 『指導刷新図画科の智識』 積善館、1925年
- 『図案への通路』 創生社、1930年
- 『図案学』 工業図書、1937年

## 交友関係者
- 浅井忠
- 白井晟一
- 本野精吾
- 矢島周一
- 安東歐寸
- 都鳥英喜